# Boston Soccer Club
O Boston Soccer Club foi um clube de futebol de Boston. American Soccer League . Entre 1924 e 1932, disputou a American Soccer League. Eles foram mudaram de nome para Boston Bears para a temporada de outono de 1929 da ASL.

## História
Em 1925, a ASL e a St. Louis Soccer League (SLSL) boicotaram a National Challenge Cup, agora conhecida como US Open Cup . Os "Wonder Workers" ou "Woodsies" (em homenagem ao presidente da equipe GAG Wood), como eram chamados, haviam vencido a copa da liga de 1925, conhecida como Lewis Cup . Essa vitória os qualificou para o American Professional Soccer Championship, colocando-os contra o Ben Millers, o melhor time do SLSL. Os Wonder Workers derrotaram os Ben Millers em três jogos. Os Wonder Workers ganharam a Lewis Cup novamente em 1927.
Depois da temporada 1925/26 da ASL, o Wonder Workers, o Brooklyn Wanderers e o New Bedford Whalers juntaram-se a quatro grandes clubes canadenses para formar a International Soccer League realizada naquele verão e início do outono.

## Estatísticas

### Participações
|  | Participações em 2020 |

| Competição     | Competição             | Temporadas | Melhor campanha   | Estreia | Última | P | R |
| Estados Unidos | American Soccer League | 9          | Campeão (1927–28) | 1924    | 1932   |   | – |